# Ladzin (Natura 2000)
Ladzin (PLH180038) – projektowany specjalny obszar ochrony siedlisk, aktualnie obszar mający znaczenie dla Wspólnoty, położony na Pogórzu Bukowskim, w pobliżu Ladzina, w dolinie Taboru, o powierzchni 50,14 ha. Utworzony został w celu ochrony łąk świeżych – siedliska z załącznika I dyrektywy siedliskowej.
Dodatkowo, występują tu następujące gatunki z załącznika II:
- traszka grzebieniasta Triturus cristatus
- kumak górski Bombina variegata
- modraszek nausitous Phengaris nausithous
- modraszek telejus Phengaris teleius
- czerwończyk nieparek Lycaena dispar